# Berlin Raceway
O Berlin Raceway é um autódromo localizado em Marne, no estado do Michigan, nos Estados Unidos, o circuito é no formato oval com 0,703 km (0,4375 milhas) de extensão.
Antes da Segunda Guerra Mundial a pista era usada para corrida de cavalos, em 1951 começaram as corridas de carros no circuito, é notável pelas suas retas curtas, fazendo ser quase no formato circular.